# Megachile sauteri
Megachile sauteri is een vliesvleugelig insect uit de familie Megachilidae. De wetenschappelijke naam van de soort is voor het eerst geldig gepubliceerd in 1940 door Hedicke.